# Julio Gallego Alonso
Julio Gallego Alonso (Urueña, Valladolid; 1900 - Barcelona, juliol de 1981) era un actor de doblatge, locutor radiofònic i crític taurí espanyol.

## Biografia
Procedent del teatre, Julio es va convertir en un dels pioners del doblatge a Espanya quan va ser un dels primers contractats pels estudis de sincronització barcelonins de la Metro Goldwyn Mayer en la dècada dels 30.
Es va especialitzar en actors secundaris i es va convertir en la veu habitual a Barcelona de Xavier Cugat en la dècada dels 50. A mitjan dècada dels 40 va començar a compaginar la seva faceta de doblador amb la ràdio, on va adquirir gran popularitat amb els seus papers en el Teatro invisible radiofònic i en les retransmissions de corregudes de toros. Julio s'havia aficionat a la tauromàquia des que de petit va llegir una crònica de Gregorio Corrochano al diari ABC.
En 1959 va ser guardonat amb el Premi Ondas per la seva tasca taurina per a RNE. A mitjan dècada dels 60 es va retirar del doblatge.
La seva filla és la també dobladora Julia Gallego.

## Llibres
- Chamaco visto por Julio Gallego Alonso. Crónicas Radiadas (1954)